# Michałów
Michałów [pronunciación en polaco: /miˈxawuf/] es un pueblo ubicado en el distrito administrativo de Gmina Kutno, dentro del condado de Kutno, Voivodato de Łódź, en el centro de Polonia. Se encuentra a unos 5 kilómetros al noroeste de Kutno y a 55 kilómetros al norte de la capital regional Łódź.